# ウェーブ (模型メーカー)
株式会社ウェーブ (WAVE CORPORATION) は、日本の模型メーカー。

## 概要
プラモデル、ガレージキット、フィギュアの製造、卸売、小売販売会社。そのほかエアブラシ、レジンキャスト、シリコーンゴムなどといった工具や造形材料の製造販売も行っている。「WAVE」と表記されることも多い。
模型小売業からスタートしガレージキットメーカとして初のインジェクションキット（いわゆる普通のプラモデル）の製造を行い現在ではプラモデルメーカーとしてマニアの間で人気を誇っている。模型製作に欠かせない工具類や接着剤の他、完成品を保管するケース類などが充実した商品を多数展開している。その他完成品キャラクターフィギュアとして「ドリームテックフィギュアシリーズ」を展開している。

## 沿革
- 1983年5月 - 阿部嘉久により、西友吉祥寺店に模型店「HobbyShop LARK」として創業、ガレージキットの製造や販売も手がける。ラークは西友の模型店ブランド名で「大河原邦男ファンクラブ」の運営を行っていた大船店は企画などの連携もしたが別経営である[2]
- 1987年5月 - 「株式会社ウェーブ」設立。
- 1990年11月 - ガレージキット専門店「P・X」を開店。
- 1991年3月 - 西友から撤退し「LARK」を閉店し「Be-J」を開店。
- 1999年 - 「Be-J」ラジコン取り扱いに伴い増床し都内最大級の模型店となる。
- 2007年 - アークライト、キャラアニ、メディアワークスと共同で秋葉原に「スーパーモデラーズ」を開店。
- 2008年 - 吉祥寺の直営店「Be-J」を閉店し、店舗をスーパーモデラーズに一本化。
- 2009年 - スーパーモデラーズを閉店。直営店を置かず、通信販売と卸販売のみとなる。
- 2010年 - 千葉県我孫子市に物流拠点「千葉ロジスティックス」を開設
- 2014年 - 日本プラモデル工業協同組合 組合員加入
- 2016年 - 中国新工場YUITATと提携。
- 2024年4月 - 代表取締役社長に渡邊誠が就任

## 主な製品
- 装甲騎兵ボトムズ
  - 1/24スケールプラスチックモデルシリーズ
  - 1/35スケールプラスティックモデルシリーズ
- マシーネンクリーガー 1/20スケールプラスチックモデルシリーズ
- ファイブスター物語
  - 1/144スケールプラスチックモデルシリーズ
  - 1/100スケールプラスチックモデルシリーズ
  - 1/144スケールレジンキャストキットシリーズ
- 超時空要塞マクロス　
  - 1/72スケールプラスチックモデルシリーズ
  - 1/100スケールプラスチックモデルシリーズ
- 攻殻機動隊 S.A.C. 2nd GIG 1/24スケールプラスチックモデルシリーズ
- 宇宙の戦士 機動歩兵 1/12スケールプラスチックモデルキット
- アイドルマスター　フィギュアシリーズ
- ガールズ＆パンッアー　フィギュアシリーズ
- アズールレーン　フィギュアシリーズ